# Tuffi ai campionati mondiali di nuoto 2019 - Trampolino 3 metri sincro maschile
La gara dei tuffi dal trampolino 3 metri sincro maschile dei campionati mondiali di nuoto 2019 si è disputata il 13 luglio presso il Nambu International Aquatics Centre di Gwangju. Hanno preso parte alla competizione 25 atleti provenienti altrettante nazioni.

## Programma
| Data           | Ora (UTC+9) | Turno       |
| -------------- | ----------- | ----------- |
| 13 luglio 2019 | 11:00       | Preliminari |
| 13 luglio 2019 | 20:45       | Finale      |

## Risultati

### Preliminari
| Pos. | Nazione         | Atlete                               | Punti  | Note |
| ---- | --------------- | ------------------------------------ | ------ | ---- |
| 1    | Cina            | Cao Yuan Xie Siyi                    | 447.18 | Q    |
| 2    | Giappone        | Shō Sakai Ken Terauchi               | 384.09 | Q    |
| 3    | Ucraina         | Oleksandr Horškovozov Oleh Kolodij   | 378.03 | Q    |
| 4    | Gran Bretagna   | Daniel Goodfellow Jack Laugher       | 377.22 | Q    |
| 5    | Corea del Sud   | Kim Yeong-nam Woo Ha-ram             | 376.47 | Q    |
| 6    | Germania        | Patrick Hausding Lars Rüdiger        | 376.44 | Q    |
| 7    | Stati Uniti     | Andrew Capobianco Michael Hixon      | 374.97 | Q    |
| 8    | Colombia        | Sebastián Morales Daniel Restrepo    | 367.44 | Q    |
| 9    | Messico         | Yahel Castillo Juan Manuel Celaya    | 366.60 | Q    |
| 10   | Polonia         | Kacper Lesiak Andrzej Rzeszutek      | 350.28 | Q    |
| 11   | Malaysia        | Chew Yiwei Ooi Tze Liang             | 348.00 | Q    |
| 12   | Russia          | Evgenij Kuznecov Nikita Šlejcher     | 345.00 | Q    |
| 13   | Francia         | Gwendal Bisch Alexis Jandard         | 344.16 |      |
| 14   | Australia       | Matthew Carter Li Shixin             | 338.40 |      |
| 15   | Rep. Dominicana | Frandiel Gómez José Ruvalcaba        | 335.25 |      |
| 16   | Svizzera        | Guillaume Dutoit Simon Rieckhoff     | 330.60 |      |
| 17   | Italia          | Lorenzo Marsaglia Giovanni Tocci     | 320.64 |      |
| 18   | Nuova Zelanda   | Anton Down-Jenkins Liam Stone        | 319.29 |      |
| 19   | Singapore       | Timothy Lee Mark Lee                 | 314.91 |      |
| 20   | Kuwait          | Abdulrahman Abbas Hasan Qali         | 307.77 |      |
| 21   | Brasile         | Luis Bonfim Kawan Figueredo          | 297.15 |      |
| 22   | Egitto          | Youssef Ezzat Ammar Hassan           | 294.63 |      |
| 23   | Georgia         | Sandro Melikidze Tornike Onikashvili | 292.71 |      |
| 24   | Cuba            | Angello Alcebo Laydel Domínguez      | 267.72 |      |
| 25   | Canada          | Philippe Gagné François Imbeau-Dulac | 182.94 |      |

### Finale
| Pos. | Nazione       | Atlete                             | Punti  |
| ---- | ------------- | ---------------------------------- | ------ |
|      | Cina          | Cao Yuan Xie Siyi                  | 439.74 |
|      | Gran Bretagna | Daniel Goodfellow Jack Laugher     | 415.02 |
|      | Messico       | Yahel Castillo Juan Celaya         | 413.94 |
| 4    | Germania      | Patrick Hausding Lars Rüdiger      | 399.87 |
| 5    | Russia        | Evgenij Kuznecov Nikita Šlejcher   | 396.81 |
| 6    | Ucraina       | Oleksandr Horškovozov Oleh Kolodij | 393.24 |
| 7    | Giappone      | Shō Sakai Ken Terauchi             | 389.43 |
| 8    | Stati Uniti   | Andrew Capobianco Michael Hixon    | 388.08 |
| 9    | Colombia      | Sebastián Morales Daniel Restrepo  | 381.36 |
| 10   | Corea del Sud | Kim Yeong-nam Woo Ha-ram           | 372.33 |
| 11   | Polonia       | Kacper Lesiak Andrzej Rzeszutek    | 360.69 |
| 12   | Malaysia      | Chew Yiwei Ooi Tze Liang           | 357.30 |